# Camacolaimus guillei
Camacolaimus guillei is een rondwormensoort uit de familie van de Camacolaimidae. De wetenschappelijke naam van de soort is voor het eerst geldig gepubliceerd in 1977 door de Bovée.